# ساين وورلدز
ساين وورلدز (بالإنجليزية: Cyan Worlds)، هي شركة أمريكية لتطوير ألعاب الفيديو، تأسست سنة 1987، وتقع مقرها في ميد.